# Юний Велдумниан
Юний Велдумниан (на латински: Iunius Veldumnianus) е политик и сенатор на Римската империя през 3 век.
Той е претор urbanus. През 272 г. става консул заедно с Тит Флавий Постумий Квиет.